# Kalanchoe tashiroi
Kalanchoe tashiroi är en fetbladsväxtart som beskrevs av Yamamoto. Kalanchoe tashiroi ingår i släktet Kalanchoe och familjen fetbladsväxter. Inga underarter finns listade i Catalogue of Life.